# Stafford Cripps

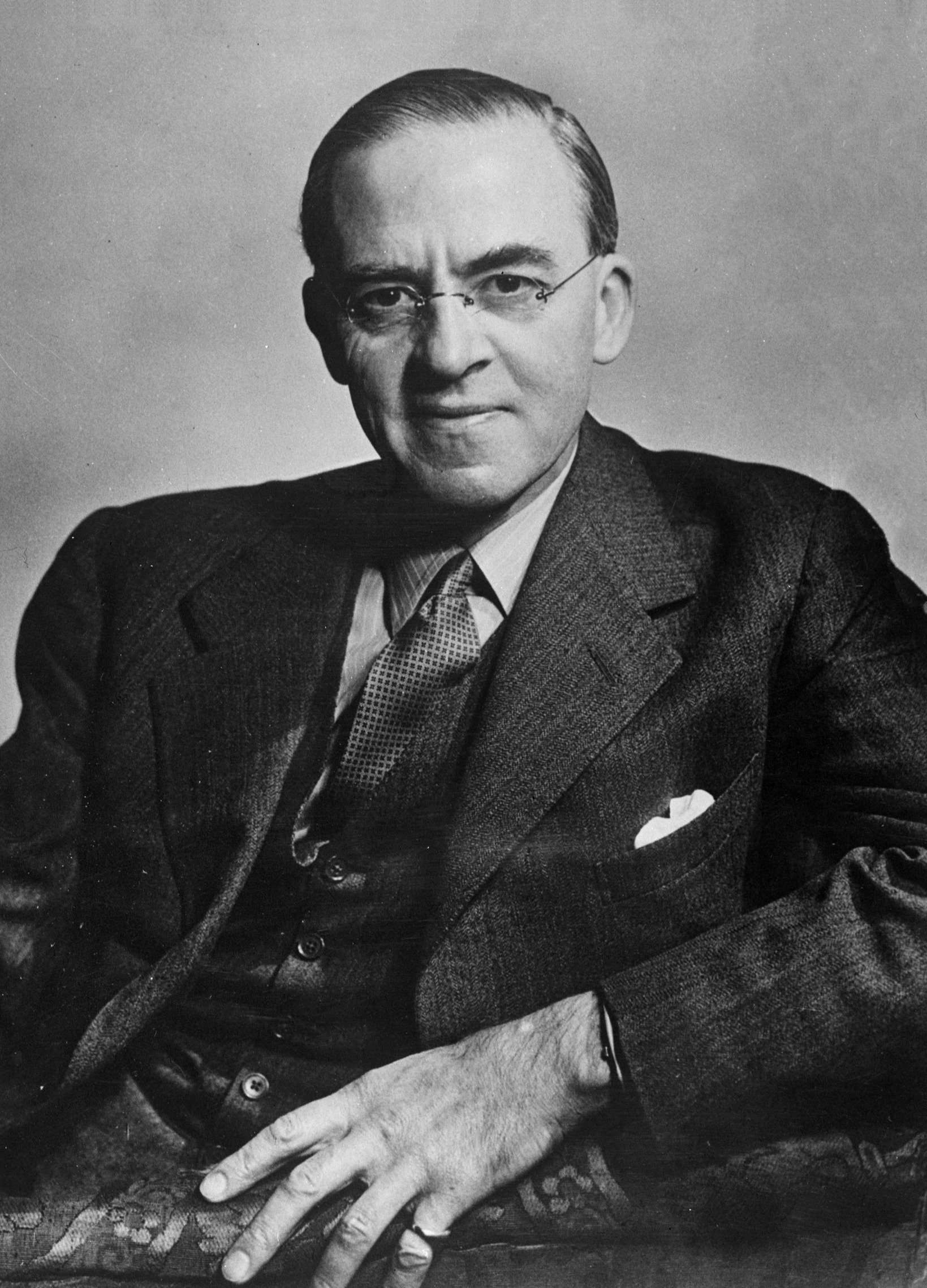
Stafford Cripps

(Richard) Stafford Cripps (Londen, 24 april 1889 - Zürich, 21 april 1952) was een Engels politicus, lid van de Labour Party. Zijn moeder Theresa Cripps was de zus van de socialiste Beatrice Webb. Cripps studeerde scheikunde en rechten. Gedurende de Eerste Wereldoorlog was Cripps een felle pacifist en werkte voor het Rode Kruis aan het front. Na de oorlog was hij advocaat.
In 1931 werd Cripps, een christensocialist, voor de Labour Party in het Britse Lagerhuis gekozen en werd hij als advocaat-generaal in de regering van Ramsay MacDonald opgenomen. Reeds een jaar later stapte hij uit de regering omdat MacDonald een Nationale Regering had gevormd met de liberalen en conservatieven. Tijdens de jaren dertig stond hij een Volksfront met de communisten voor om het fascisme te bestrijden. Hij werd een van de belangrijkste uiterst linkse Britse politici. In 1933 richtte hij de Socialist League op binnen de Labour Party en in 1936 startte hij met enkele kameraden het ultralinkse weekblad The Tribune. In 1937 werd de Socialist League ontbonden door het partijbestuur.
Na het uitbreken van de Tweede Wereldoorlog streefde Cripps opnieuw tevergeefs naar een Volksfront met de communisten. In 1939 werd hij uit de Labour Party gezet vanwege zijn linkse denkbeelden. Hij gaf in 1940 zijn (lucratieve) advocatenpraktijk op omdat Winston Churchill hem de juiste man achtte om als ambassadeur naar Moskou te sturen. In 1942 keerde hij naar Engeland terug om vervolgens voor een nieuwe missie naar India te vertrekken om de nationalisten aldaar te overtuigen van samenwerking met de Britse autoriteiten tot na de oorlog, hetgeen echter mislukte.
Van 1942 tot 1945 was Cripps minister van Vliegtuigproductie in het Oorlogskabinet. In 1945 schreef hij het boek Towards a Christian Democracy. Na de verkiezingen van 1945 werd Cripps weer toegelaten tot de Labour Party en werd minister van Handel in de regering van Clement Attlee. In 1947 werd hij minister van Financiën (tot 1950). In 1950 trad hij wegens zijn slechte gezondheid als minister af en werd gekozen tot voorzitter van de Fabian Society, hetgeen hij tot zijn dood in 1952 bleef.
Cripps accepteerde de marxistische maatschappijanalyse, maar was geen 'hele marxist'. Bij een enquête in 1941 onder Britse krantenlezers werd hij na Anthony Eden gekozen tot best alternatieve premier mocht Churchill niet dat ambt bekleden.
- Bibsys: 90095922
- Biblioteca Nacional de España: XX1235271
- Bibliothèque nationale de France: cb11954318r (data)
- Gemeinsame Normdatei: 118670573
- International Standard Name Identifier: 0000 0001 0922 4156
- Library of Congress Control Number: n83179276
- National Archives and Records Administration: 10569499
- Nationale Bibliotheek van Tsjechië: jx20080731003
- Nationale bibliotheek van Australië: 35032181
- Nationale Bibliotheek van Israël: 987007275108405171
- Nationale Bibliotheek van Polen: a0000002658260
- Nederlandse Thesaurus van Auteursnamen: 070417156
- Réseau des bibliothèques de Suisse occidentale: 02-A027845762
- SNAC: w6km0m50
- Système universitaire de documentation: 027520536
- Trove: 804863
- Virtual International Authority File: 87813678
- WorldCat: E39PBJqFPVtthKpCHjKTtFgkDq